# Grant Stevens
Grant Stevens (* 27. Oktober 1953 in Sydney) ist ein australischer Sänger, Textdichter und Komponist.
Anfang der 1970er Jahre verließ er seine Heimat in Richtung England. In London nahm er diverse Singles und LPs auf, arbeitete u. a. mit The-Who-Produzent Kit Lambert. 1981 und 1984 folgten zwei LPs als Sänger der deutschen Band Nervous Germans.
1984 zog Grant Stevens nach Deutschland um, wo er als Sänger, Textdichter & Komponist tätig war für The Window Speaks, Holsten-Pilsener-TV-Spot (Everlasting Friends), das Musical Die Schöne und das Biest, Peter Hofmann, Jennifer Rush, Christopher Cross, Percy Sledge, Jürgen Marcus, Rhythm Corporation (Wild for You, C&A-TV- und Kinospot), Noble Creed, Triumvirat, Depp Jones, Unheilig, Bilgeri, Michelle, Barry Ryan, Dan McCafferty, Chris Norman, Sash!, Johnny Logan, Far Corporation, Gerd Köster, Peter Fleischmann (Titelsong Hard to Be a God für den Film Es ist nicht leicht, ein Gott zu sein), Obsession (Texte für den Soundtrack des Films von Peter Sehr), Rover-2000-TV-Spot, Soloalbum bei CBS (1989) und EMI (Grant Stevens), Robin Hood (deutschsprachiges Musical), Contergan (ARD Germany) und zahlreiche Studioproduktionen.